# Tout nous sépare
Ne doit pas être confondu avec Tout c'qui nous sépare.
Pour plus de détails, voir Fiche technique et Distribution.
Tout nous sépare est un film à suspense français coécrit et réalisé par Thierry Klifa, sorti en 2017.

## Synopsis
Julia, jeune femme mutilée, est profondément éprise de Rodolphe, un voyou de cité qu'elle rémunère pour des prestations sexuelles et qui lui livre de la drogue. Un soir, après avoir fait l'amour dans un endroit isolé, celui-ci se montre violent envers Julia, qui, sous l'effet de drogues, lui assène un coup mortel à la tête.
La mère de Julia, Louise, bourgeoise sûre d'elle-même, aide alors sa fille à dissimuler l'homicide. Peu après, Ben, ami de Rodolphe, commence à faire chanter les deux femmes.

## Fiche technique
- Titre original : Tout nous sépare
- Réalisation : Thierry Klifa
- Scénario : Cédric Anger et Thierry Klifa
- Musique : Gustavo Santaolalla
- Décors : Mathieu Menut
- Costumes : Jurgen Doering et Laure Villemer
- Photographie : Julien Hirsch
- Son : Vincent Goujon
- Montage : Thomas Marchand
- Production : François Kraus, Denis Pineau-Valencienne, Maxime Delauney et Romain Rousseau ; Élisa Soussan et Kev Adams (associés)
- Sociétés de production : Les Films du kiosque et Nolita Cinéma ; MyFamily, TF1 Droits Audiovisuels et Umedia (coproductions) ; SOFICA LBPI 10 (en association avec)
- Société de distribution : Mars Films
- Pays de production :  France
- Langue originale : français
- Genre : thriller
- Durée : 99 minutes
- Dates de sortie :
  - Suisse : 16 septembre 2017 (avant-première mondiale au Festival du film français d'Helvétie)
  - France : 11 octobre 2017 (avant-première à Dijon) ; 8 novembre 2017 (sortie nationale)[2]
  - Suisse romande : 8 novembre 2017

## Distribution
Sauf indication contraire, les informations mentionnées dans cette section peuvent être confirmées par la base de données cinématographiques Allociné,  présente dans la section « Liens externes ».
- Catherine Deneuve : Louise
- Diane Kruger : Julia
- Nekfeu : Ben
- Nicolas Duvauchelle : Rodolphe
- Sébastien Houbani : Karim
- Michaël Cohen : Olivier
- Olivier Loustau : Daniel
- Brigitte Sy : la mère de Ben
- Julia Faure : Patricia
- Elizabeth Mazev : Régine
- Virgile Bramly : Stéphane

## Production
Tournage
Le film a été tourné entre juin et juillet 2016. Les scènes ont été essentiellement tournées à Sète et à Perpignan où Thierry Kilfa et l'équipe du tournage se sont rendus physiquement.

## Accueil
Festivals et sorties
Tout nous sépare est tout d’abord sélectionné dans la catégorie « FFFH » et projeté en avant-première mondiale le 16 septembre 2017 au Festival du film français d'Helvétie, également le 30 septembre 2017 au Festival international du film francophone de Namur dans la sélection « Coup de cœur » pour Nicolas Duvauchelle.
En France, il sort le 11 octobre 2017 en avant-première au multiplexe Cine Cap Vert à Dijon, avant sa sortie nationale à partir du 8 novembre 2017 comme en Suisse romande.

## Distinctions
- Festival du film français d'Helvétie 2017 : sélection « FFFH »
- Festival international du film francophone de Namur 2017 : sélection « Coup de cœur » pour Nicolas Duvauchelle
- Festival de films Cinemania 2017 : sélection officielle
- Festival international du film de Rome 2017 : sélection « Longs-métrages »
- Festival du Cinéma et Musique de Film de la Baule 2017[3] : Ibis d'or du Meilleur Film pour Thierry Klifa, Ibis d'or de la Meilleure Musique de Film pour Gustavo Santaolla, Ibis d'or du Meilleur acteur pour Nicolas Duvauchelle et Nekfeu, Ibis d'or d'honneur pour Catherine Deneuve